# 市原悦子の七つの顔の女
『市原悦子の七つの顔の女』（いちはらえつこのななつのかおのおんな）は、1989年から1990年にテレビ朝日系「火曜スーパーワイド」、「火曜ミステリー劇場」で放送されたテレビドラマシリーズ。全2回。主演は市原悦子。

## キャスト

### 主要人物
宇津木悠子
演 - 市原悦子
表向きの姿は弁当屋「ホッカホカ弁当」で働く店員だが、正体は「ミス・シルビア」と呼ばれる金庫破りの名人。

### ゲスト
第1作「ある時は弁当屋のおばさん、またある時は怪盗金庫破り!」（1989年）
- 明石（刑事） - 蟹江敬三
- 久保明子（久保の妻） - 網浜直子
- 立花称一郎（弁当屋「ホッカホカ弁当」の客） - 田武謙三
- 相楽（研究室室長） - 小沢像
- 須藤（大日本商事社長） - 江藤漢
- 明石タカシ（明石の息子） - 野坂研
- 小松（刑事・明石の後輩） - 美角友亮
- 大日本商事社員 - 志賀圭二郎
- 弁当屋「ホッカホカ弁当」店員 - 千葉裕子
- 看護婦 - 吉宮君子
- 医師 - 兼田晴臣
- 榊原（大日本商事社員） - 望月太郎
- 交番巡査 - 町田真一
- シゲタカ - 服部賢吾
- 教育ママ - 長谷妙子、原田千枝子、平出圭子
- ギャル - 野呂瀬初美、西沢正代、伊東佐知子
- 豪邸の使用人 - 和泉今日子
- 島村信夫（弁当屋「ホッカホカ弁当」の客） - 岸部一徳
- 久保三郎（悠子の弟分・占い師） - 勝野洋
- 島崎貞夫、桑名良輔、斉藤勝、小松本正信、中川彰、橋本朗、寺内宏、村瀬領、狩野光寿、成田繁範、吉山祐、伊藤一輝、菅由起子、日高紀子、末村名子、内野和枝、鷺まゆみ、松原理衣、五反田真弓、STS企画

第2作「ブランドコピー殺人事件」（1990年）
- 久保三郎（教会の牧師） - 小倉一郎
- 久保明子（久保の妻） - あめくみちこ
- 池田（捜査一課警部） - 江藤漢
- ブランド用品店店主 - 沼田爆
- 山田（生活経済課刑事・佐々木の部下） - 倉崎青児
- 新藤（偽バッグの窃盗犯） - 西村香景
- ホテルマン - 草薙良一
- 岩松組組長 - 高月忠
- 依田（小田切家の近所の住人） - 北村魚
- 小田切貴子（被害者） - 野呂瀬初美
- 長谷川（ホームパーティーの客） - 棟里佳
- 佐々木（生活経済課刑事） - 橋本功
- 小田切裕二（貴子の夫） - 斉木しげる
- 店員 - 舟田走、浅見小四郎
- 冒頭の客 - 兼田晴臣、手嶋和子
- 木村（捜査一課刑事） - 越村公一
- 原（生活経済課刑事・佐々木の部下） - 島英臣
- 横山（偽バッグを献上した男） - 北原弘一
- パーティーのボーイ - 寺本浩
- ダビング客 - 後藤明
- 警官 - 鎌田吉次
- 芝田真弓（小田切の愛人） - 長田江身子
- パーティーの客 - 中真千子、木村令子
- 阿久野建造（美術ブローカー） - 丹波哲郎
- 三橋里絵、早川プロ

## スタッフ
- 脚本 - 小林政広、佐伯俊道、田渕久美子
- 監督 - 逢坂勉、大室清
- 音楽 - 池田恵（第1作）、YOYO（第2作）
- プロデューサー - 小橋智子、篠原茂、杉本宏、辰野悦央
- 制作 - 朝日放送テレビ、テレパック

## 放送日程
| 回数 | 放送日        | タイトル                                            | 脚本                | 監督   |
| ---- | ------------- | --------------------------------------------------- | ------------------- | ------ |
| 1    | 1989年5月9日  | ある時は弁当屋のおばさん、またある時は怪盗金庫破り! | 小林政広            | 逢坂勉 |
| 2    | 1990年5月15日 | ブランドコピー殺人事件                              | 佐伯俊道 田渕久美子 | 大室清 |